# Ponte Buggianese
Ponte Buggianese je grad i općina u Toskani (Italija), smješten oko 40 km sjeverozapadno od Firence.